# Lỗ trâm chũm
Lỗ trâm chũm (stylomastoid foramen) là lỗ giữa mỏm trâm và mỏm chũm của xương thái dương, một phần của hộp sọ. Đây là điểm cuối của ống thần kinh mặt, ống này chứa thần kinh mặt và động mạch trâm chũm. Viêm dây thần kinh mặt ở lỗ trâm chũm có thể gây ra liệt Bell.

## Cấu trúc
Lỗ trâm chũm nằm giữa mỏm trâm và mỏm chũm của xương thái dương. Khoảng cách trung bình giữa lỗ trâm chũm và mỏm trâm vào khoảng 0,7 mm hoặc 0,8 mm ở người lớn, khi về già có thể giảm xuống còn khoảng 0,2 mm.
Lỗ trâm chũm là nơi chui ra của thần kinh mặt, và động mạch trâm chũm. 2 cấu trúc giải phẫu này nằm ngay cạnh nhau.

## Ý nghĩa lâm sàng
Liệt Bell do viêm dây thần kinh mặt có thể ở chỗ thần kinh chui ra khỏi hộp sọ, chính là lỗ trâm chũm. Bệnh nhân bị liệt Bell có biểu hiện xệ mặt ở bên bị bệnh.

## Một số hình ảnh

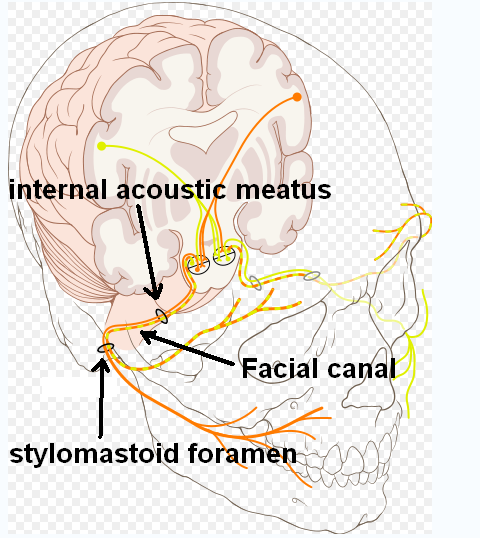
Ống thần kinh mặt
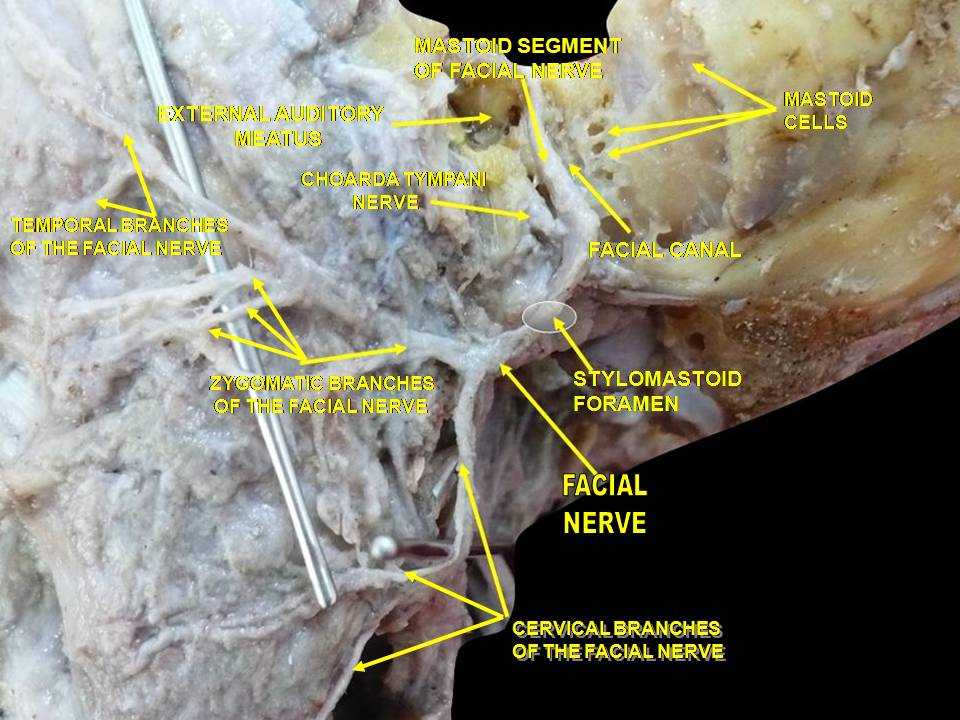
Chi tiết giải phẫu vùng đầu phía ngoài. Phẫu tích thần kinh mặt.